# نونوتی
نونوتی (به لاتین: Nonouti) یک جزیره در کیریباتی است که در اقیانوس آرام واقع شده‌است.

## خصوصیات
نونوتی ۲٬۶۸۳ نفر جمعیت دارد و ۳ متر بالاتر از سطح دریا واقع شده‌است.